# Campionati europei di pugilato dilettanti 1934
I Campionati europei di pugilato dilettanti maschili 1934 si sono tenuti a Budapest, Ungheria, dall'11 al 15 aprile 1934. È stata la 4ª edizione della competizione organizzata dall'EABA. 74 pugili da 13 Paesi hanno partecipato alla competizione.

## Risultati
| Categoria                   | Oro             | Argento            | Bronzo               |
| Pesi mosca (kg 50,8)        | Patrick Palmer  | Frigyes Kubinyi    | Szapsel Rotholc      |
| Pesi gallo (kg 53,5)        | István Énekes   | Stig Cederberg     | Tadeusz Rogalski     |
| Pesi piuma (kg 57,1)        | Otto Kästner    | Dezső Frigyes      | Mieczysław Forlański |
| Pesi leggeri (kg 61,2)      | Marino Facchin  | Imre Harangi       | Karl Schmedes        |
| Pesi welter (kg 66,7)       | David McCleave  | István Varga       | Ole Røisland         |
| Pesi medi (kg 72,6)         | Lajos Szigeti   | Witold Majchrzycki | Alfredo Neri         |
| Pesi mediomassimi (kg 79,4) | Hans Zehetmayer | Roman Antczak      | Wilhelm Pürsch       |
| Pesi massimi (kg 79,4 +)    | Gunnar Bärlund  | Herbert Runge      | Patrick Floyd        |

## Medagliere
Nazione ospitante 
| Posiz. | Nazione     | Oro | Argento | Bronzo | Totale |
| ------ | ----------- | --- | ------- | ------ | ------ |
| 1      | Ungheria    | 2   | 4       | 0      | 6      |
| 2      | Inghilterra | 2   | 0       | 1      | 3      |
| 3      | Germania    | 1   | 1       | 2      | 4      |
| 4      | Italia      | 1   | 0       | 1      | 2      |
| 5      | Austria     | 1   | 0       | 0      | 1      |
| 5      | Finlandia   | 1   | 0       | 0      | 1      |
| 7      | Polonia     | 0   | 2       | 3      | 5      |
| 8      | Svezia      | 0   | 1       | 0      | 1      |
| 9      | Norvegia    | 0   | 0       | 1      | 1      |
|        | Totale      | 8   | 8       | 8      | 24     |